# Cerastium emesenum
Cerastium emesenum là loài thực vật có hoa thuộc họ Cẩm chướng. Loài này được Mouterde mô tả khoa học đầu tiên năm 1958.